# 피오피 (음악 그룹)

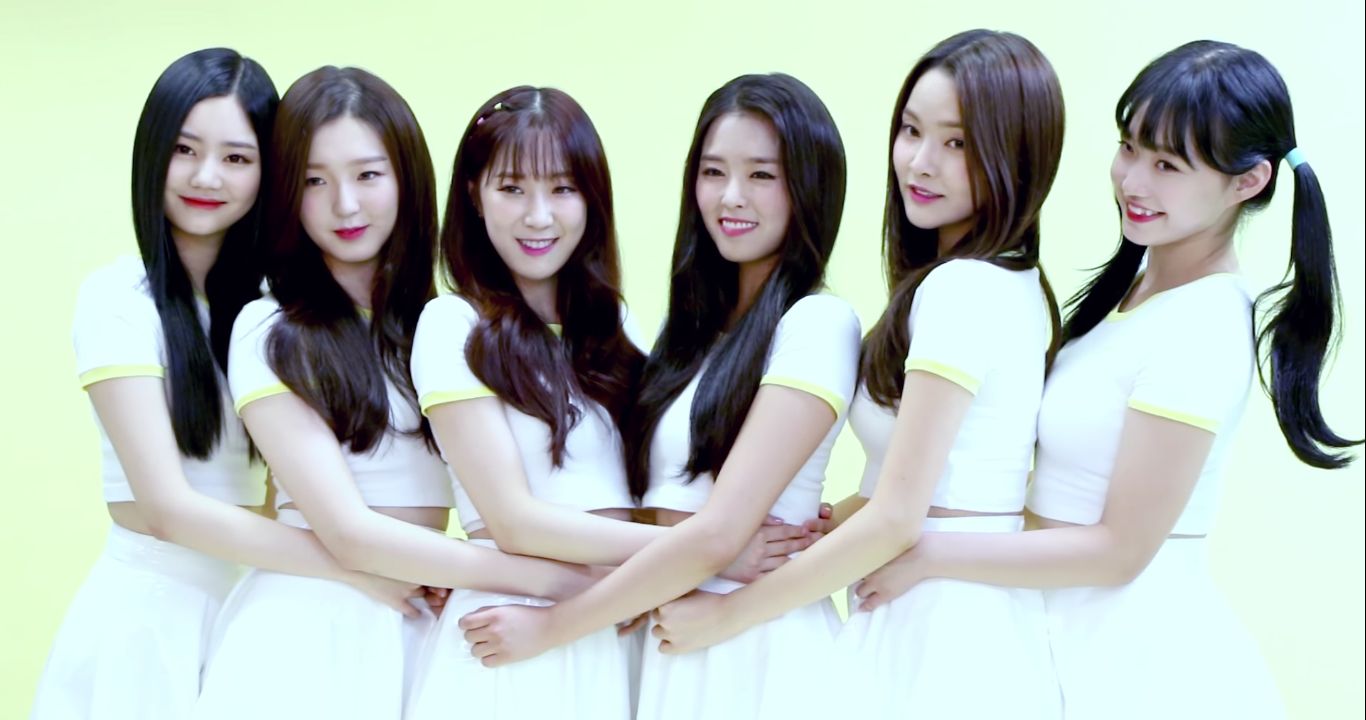
2017년 8월의 P.O.P

피오피(P.O.P, Puzzle of POP의 준말)는 2017년 DWM 엔터테인먼트가 결성한 대한민국의 걸 그룹이다. 이 그룹은 2017년 7월 26일 Puzzle Of POP로 데뷔했다. 2018년까지 활동했다.

## 구성원

### 이전 구성원
- 아형
- 미소
- 설
- 해리
- 연주
- 연하